# Галинтијада
Галинтијада, Галена или Галантида, личност је из грчке митологије.

## Етимологија
Гален има значење „ласица”, што је у складу са митом.

## Митологија
Била је плавокоса кћерка Прета из Тебе и другарица (или слушкиња) Алкмене, Хераклове мајке. Када је Алкмена осетила порођајне болове, Хера је мојрама и Ејлејтији наредила да девет дана и ноћи седе на кућном прагу скрштених руку и ногу како би онемогућиле рођење детета. Како би помогла пријатељици, Галантијада је слагала богиње како се Алкмена по Зевсовој вољи већ породила. То их је толико запрепастило, да су скочиле и спустиле руке. Тада се Херакле родио. Како би јој се осветиле због ове лажи, претвориле су је у ласицу, која је своје младунце доносила на свет кроз уста. Међутим, на њу се смиловала Хеката и узела је ласицу као своју свету животињу. Херакле јој је подигао светилиште у коме су Тебанци приносили жртве на Хераклов празник. Тако је заправо и почињао обред. Тебанци су је иначе сматрали Херакловом дадиљом. Атињани су причали другачију причу; да је била блудница, коју је Хеката претворила у ласицу због разузданости и противприродног блуда. Она је протрчала кроз собу када се Алкмена порађала и толико је препала да се ова породила упркос Херином настојању да се то не деси. О Галинтијади су писали Овидије у „Метаморфозама” и Антонин Либерал у истоименом делу. Паусанија је написао сличну причу о Хисториди.

## Тумачење
Роберт Гревс је сматрао да је тебански култ Галинтијаде био заправо примитивно обожавање богиње Хере. Апулеј је извештавао о застрашујућој игри тесалских вештица, прерушених у ласице, које су биле у служби Хекате и које су наводно задржавале Хераклово рођење. Паусанија је помињао и људске жртве које су приношене Теумесанској вештици, која се звала Керда, а што би значило „ласица” или „вештица”. Према миту је била супруга Форонеја и приписивало јој се да је увела Херин култ на Пелопонезу. Иако изгледа да су се олимпском Зевсу супротстављала конзервативна религиозна мишљења у Теби и Арголиди, те да су вештице стално насртале на Персејев дом, мит о Херакловом рођењу је, према Гревсовом мишљењу, преко сваке мере конфузан. Запажање да узнемирена женка ласице преноси своје младунце у устима с једног места на друго, послужило је као повод веровању да ласица младунце рађа на уста.